# Darfield (Nova Zelândia)
Darfield é uma cidade na Ilha Sul da Nova Zelândia. Está incluída na região de Canterbury e no distrito de Selwyn. Situada a 35 quilômetros a oeste de Christchurch possui uma população de 3,400 em 2024.
Darfield é a principal cidade entre Christchurch e a região da Costa Oeste.
A cidade é uma porta de entrada para os pitorescos rios Waimakariri e Rakaia e para os Alpes do Sul, além de ser um local popular para a prática de balonismo.

## História
Darfield era inicialmente conhecida como White Cliffs Junction, mas foi renomeada em 1879 para Horndon Junction. Este nome foi novamente alterado e a cidade foi batizada em homenagem à vila em Yorkshire, Inglaterra.

### Sismo de Darfield
Um terremoto de magnitude 7,1 ocorreu nas proximidades de Darfield às 4h35 do dia 4 de setembro de 2010, causando danos generalizados à cidade e às áreas vizinhas, incluindo a cidade de Christchurch.

## Clima
Localizado nas Planícies de Canterbury a uma altitude de 205 metros acima do nível do mar, Darfield apresenta um clima oceânico. Em vários dias do ano, Darfield fica sujeita ao vento Föhn, que tem a capacidade de aumentar a temperatura em vários graus por hora. Por outro lado, a cidade também é suscetível a rajadas de frio vindas do Oceano Antártico, especialmente durante o inverno. A temperatura média anual em Darfield é 11,9 °C. A temperatura mais alta registrada foi 40,7 °C, em 7 de fevereiro de 1973, enquanto a temperatura mais baixa registrada foi -11,8 °C, em 7 de junho de 2012. A temperatura mínima mais alta foi 25,7 °C, em 2011, enquanto a temperatura máxima mais baixa definida em 2017 foi de 0,6 °C.

## Demografia
Darfield é descrita pela Statistics New Zealand como uma pequena área urbana e cobre 17.5 km2. Tinha uma população estimada de 3,400 em 2024, com uma densidade populacional de 193 pessoas por km 2 .